# Hiroshi Saitō
Hiroshi Saitō (齊藤博, Saitō Hiroshi), né au Mandchoukouo (actuellement en Chine) le 17 mars 1936 , est un réalisateur japonais de dessins animés vivant à Kyoto.

## Filmographie
- 1975 : Maya l'abeille (みつばちマーヤの冒険, Mitsubachi Māya no bōken?), d'après l'œuvre de Waldemar Bonsels ;
- 1976 : Pinocchio (ピノキオより ピコリーノの冒険, Pikorīno no bōken?), d'après l'œuvre de Carlo Collodi ;
- 1978 : Perrine (ペリーヌ物語, Perīnu monogatari?), d'après En famille de Hector Malot[1] ;
- 1980 : Tom Sawyer (汤姆·索亚历险记/トム・ソーヤーの冒険, Tomu Sōyā no bōken?), d'après l'œuvre de Mark Twain ;
- 1990 : Les Moumines (楽しいムーミン一家, Tanoshī Mūmin ikka?), d'après l'œuvre de Tove Jansson ;
- 1992 : Comète au pays des Moumines (ムーミン谷の彗星, Mūmin tani no suisei?).
- 2002 : Une fleur (一つの花 (ja), hito tsu no hana?), film éducatif.